# 諾比冰原島峰
諾比冰原島峰（英語：Nobby Nunatak）是南極洲的冰原島峰，位於特里尼蒂半島，處於伯克拉湖以南1.9公里和弗洛拉山以東1.9公里，海拔高度270米，由奧托·努登舍爾德率領的瑞典探險隊發現，現時由南極條約體系管理。